# Hryhorij Tschestachiwskyj

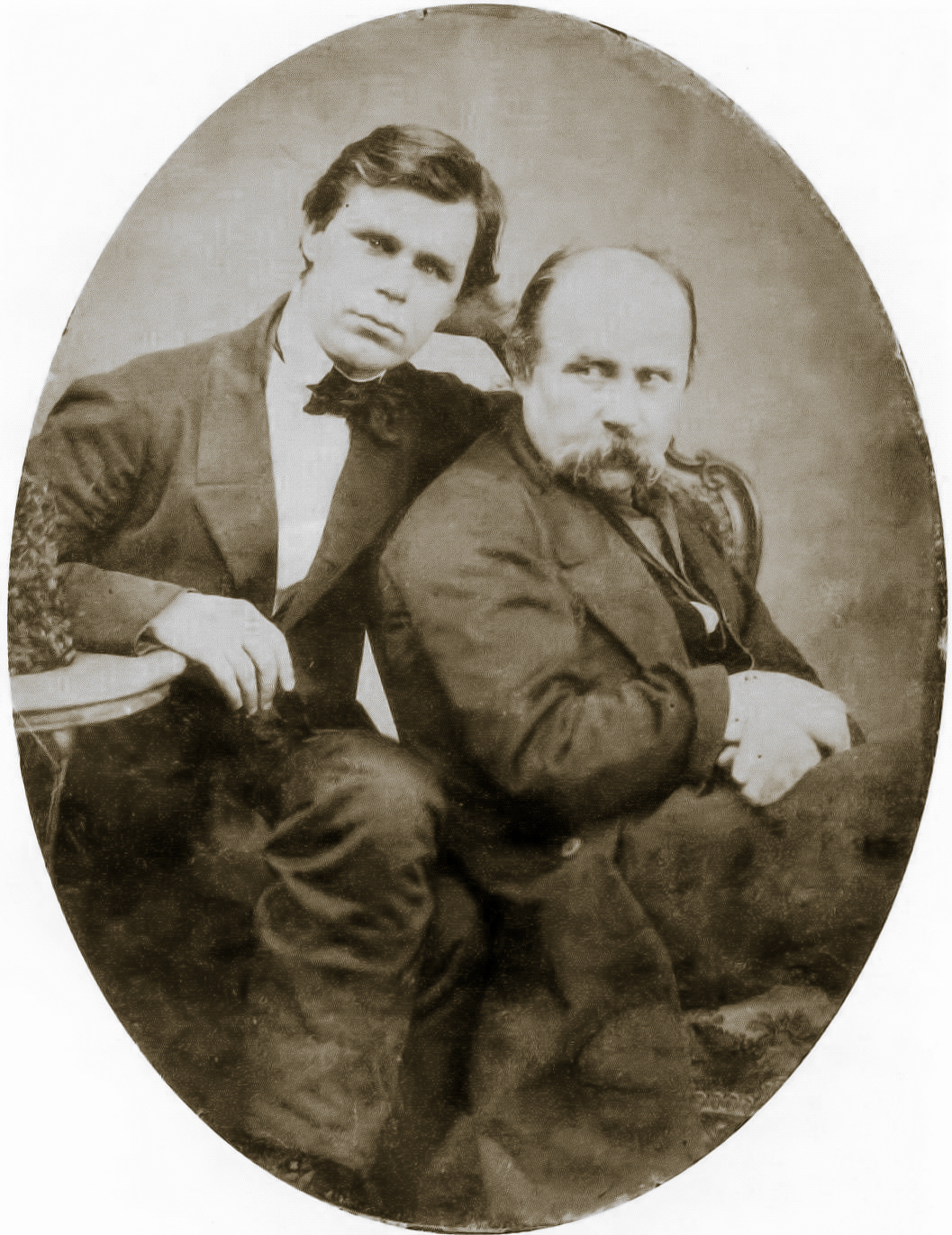
Hryhorij Tschestachiwskyj und Taras Schewtschenko 1860

Hryhorij Mykolajowytsch Tschestachiwskyj (ukrainisch Григорій Миколайович Честахівський, russisch Григорий Николаевич Честаховский Grigori Nikolajewitsch Tschestachowski; * 30. Januar 1820 in Nowa Praha, Gouvernement Cherson, Russisches Kaiserreich; † März 1893 in Sankt Petersburg, Russisches Kaiserreich) war ein ukrainischer Maler und Autor von Taras Schewtschenkos Memoiren.

## Leben
Hryhorij Tschestachiwskyj kam in eine Familie von Militärsiedlern im Dorf Nowa Praha in der heute ukrainischen Oblast Kirowohrad zur Welt. Von 1843 an studierte er an der Sankt Petersburger Kunstakademie und war Mitglied der Petersburger ukrainischen Gemeinde. 1854 erhielt er den Titel des freien Künstlers der Historien- und Porträtmalerei. 1858 lernte er in Sankt Petersburg Taras Schewtschenko kennen und wurde einer seiner wenigen Freunde. Er besuchte ihn häufig in dessen Werkstatt an der Akademie der Künste, wo sie ukrainisch sprachen und ukrainische Lieder sangen.
Nach dem Tod Schewtschenkos malte er 1861 Taras Schewtschenkos Grab auf dem Smolensker Friedhof, Taras Schewtschenkos Sarg auf dem Transport sowie Ein Bauer am Sarg von Taras Schewtschenko. Er hinterließ der Sankt Petersburger Kunstakademie die Memoiren von Schetschenko als Student. Außerdem war er einer der Initiatoren und Organisatoren der Beerdigung von Taras Schewtschenko auf einem Hügel nahe Kaniw am Ufer des Dnepr, wie Schewtschenko es sich in seinem Gedicht „Vermächtnis“ (Sapowit) gewünscht hatte. Fortan widmete er sich zahlreichen Aktivitäten, um einen Kult um Schewtschenko zu schaffen.
Hryhorij Tschestachiwskyj war in seinen letzten Lebensjahren ein häufiger Besucher von Wassyl Tarnowskyj in Katschaniwka. Nachdem Tschestachiwskyj im März 1893 73-jährig in Sankt Petersburg gestorben war, wurde sein Leichnam von Tarnowskyj nach Katschaniwka überführt und dort begraben.